# 's-Gravendeel
's-Gravendeel este o localitate în Olanda, în comuna Binnenmaas din provincia Olanda de Sud. Până în 2007 localitatea era o comună separată.